# 献侯
献侯（けんこう、生年不詳 - 紀元前812年）は、中国の西周時代の晋の君主。姓は姫、名は藉。北趙晋侯墓地8号墓出土銘文の「晋侯穌」に相当する人物と推測されている。

## 生涯
晋の釐侯の子として生まれた。紀元前823年、釐侯が死去すると、後を嗣いで献侯が晋侯として即位した。紀元前812年、献侯は死去し、子の穆侯が晋侯として即位した。